# رالف ارنبرینک
رالف ارنبرینک (انگلیسی: Ralf Ehrenbrink؛ زادهٔ ۲۹ اوت ۱۹۶۰) سوارکار اهل آلمان است.